# Susan Elia MacNeal
Pour les articles homonymes, voir MacNeal.
Susan Elia MacNeal, née en 1968 à Buffalo, dans l'État de New York, est une femme de lettres et une éditrice américaine, auteure de plusieurs romans policiers historiques.

## Biographie
Susan Elia MacNeal fait des études au Wellesley College. Elle fait carrière dans le domaine de l'édition, travaillant comme assistante du romancier John Irving, puis comme éditeur pour Random House, Viking Penguin et Dance Magazine (en). Elle est l'épouse du marionnettiste Noel MacNeal (en). Le couple vit à Brooklyn et a un fils.
Elle commence sa carrière d'écrivaine avec deux ouvrages, l'un sur le mariage en 2004, l'autre sur les infusions en 2006.
En 2012, elle publie son premier roman, Mr. Churchill’s Secretary, grâce auquel elle est lauréate du prix Barry 2013 du meilleur livre de poche. Elle y met en scène Maggie Hope, une dactylo devenue espionne pour le MI-5 dans les années 1940 à Londres.

## Œuvre

### Romans

#### SérieMaggie Hope
- Mr. Churchill’s Secretary (2012)
- Princess Elizabeth’s Spy (2012)
- His Majesty’s Hope (2013)
- The Prime Minister’s Secret Agent (2014)
- Mrs. Roosevelt’s Confidante (2015)
- The Queen’s Accomplice (2016)
- The Paris Spy (2017)
- The Prisoner in the Castle (2018)
- The King’s Justice (2020)
- The Hollywood Spy (2021)
- The Last Hope (2024)

### Autre roman
- Mother Daughter Traitor Spy (2022)

### Autres ouvrages
- Wedding Zen (2004)
- Infused (2006)

## Prix et distinctions

### Prix
- Prix Barry 2013 du meilleur livre de poche pour Mr. Churchill’s Secretary[1]

### Nominations
- Prix Edgar-Allan-Poe 2013 du meilleur premier roman pour Mr. Churchill’s Secretary[2]
- Prix Dilys 2013 pour Mr. Churchill’s Secretary[3]
- Prix Macavity 2013 du meilleur premier roman pour Mr. Churchill’s Secretary[4]
- Prix Macavity 2013 du meilleur roman policier historique pour Princess Elizabeth’s Spy[4]
- Prix Lefty 2014 du meilleur roman policier historique pour His Majesty’s Hope[5]
- Prix Thriller 2014 du meilleur livre de poche pour His Majesty’s Hope[6]
- Prix Agatha 2015 du meilleur roman policier historique pour Mrs. Roosevelt’s Confidante[7]
- Prix Lefty 2016 du meilleur roman policier historique pour Mrs. Roosevelt’s Confidante[5]
- Prix Barry 2017 du meilleur livre de poche pour The Queen’s Accomplice[1]
- Prix Sue Feder 2022 du meilleur roman policier historique pour The Hollywood Spy[4]
- Prix Agatha 2024 du meilleur roman policier historique pour The Last Hope[7]